# Florent Van Aubel
Florent Van Aubel, né le 25 octobre 1991, est un joueur de hockey sur gazon international belge évoluant au poste de buteur au KHC Dragons.

## Palmarès
- Avec l'équipe nationale :
  - 5e au Champions Trophy 2012
  -  2e aux Jeux olympiques d'été de 2016
  -  Vainqueur de la Coupe du monde de hockey sur gazon 2018
  -  Vainqueur du Championnat d'Europe de hockey sur gazon 2019
  -  1er aux Jeux olympiques d’été de 2021

## Distinctions
- Sticks d'or 2009-2010 : prix Espoir Boys[1]
- Sticks d'or 2011-2012 : Stick d'or[1]
- Sticks d'or 2017-2018 : Stick d'or[2]